# مسابقات جهانی شطرنج تصادفی فیشر فیده ۲۰۱۹
مسابقات جهانی شطرنج تصادفی فیشر فیده ۲۰۱۹ (انگلیسی: FIDE World Fischer Random Chess Championship 2019) اولین مسابقات جهانی شطرنج تصادفی فیشر به صورت رسمی بود که توسط فیده به رسمیت شناخته شد. این رقابت‌ها در ۲۸ آوریل ۲۰۱۹ با تورنمنت‌های مقدماتی که به صورت آنلاین برگزار می‌شد و در دسترس همه شرکت کنندگان علاقه‌مند بود آغاز شد و تا ۲ نوامبر ۲۰۱۹ ادامه داشت. مسابقات دور آخر در موزه ای هنری در بروم، نروژ انجام شد. وسلی سو با نتیجه ۱۳٫۵–۲٫۵ و با غلبه بر ماگنوس کارلسن اولین قهرمان جهان در شطرنج تصادفی فیشر شد.